# 畫向日葵的畫家
畫向日葵的畫家（法語：Le Peintre de Tournesols）是由保羅·高更于1888年12月拜访阿爾勒时绘制的文森特·梵高肖像，目前收藏於荷蘭阿姆斯特丹梵高博物馆。
梵高先前曾为了创立一个新的艺术家聚居地而邀請他来阿爾勒，然而高更因为争执只待了两个月。